# Piñera (Cudillero)
Piñera es una parroquia del concejo de Cudillero, en el Principado de Asturias (España). Alberga una población de 713 habitantes (INE 2009) en 519 viviendas. Ocupa una extensión de 9,12 km².
Está situada al este del municipio. Limita al norte con el Mar Cantábrico; al este, con el concejo de Muros de Nalón y su parroquia homónima; al sureste, con el concejo de Pravia, concretamente, con las parroquias de Somado y Villafría; al sur con la parroquia praviana de Inclán; al suroeste, con la de Faedo; al oeste con la de San Juan de Piñera; y al noroeste con la de Cudillero.

## Poblaciones
Según el nomenclátor de 2009 la parroquia está formada por las poblaciones de:
- Armayor (lugar): 23 habitantes.
- Aroncés (Arancés en asturiano) (lugar): 207 habitantes.
- La Atalaya (La Telaya) (lugar): 215 habitantes.
- Bustiello (Bustiellu)	(casería): 16 habitantes.
- Cuesta la Bana (La Vana) (casería): 27 habitantes.
- Pepín	(Pipín)	(casería): 40 habitantes.
- Piñera (lugar): 73 habitantes.
- El Pito (El Pitu) (lugar): 90 habitantes.
- Veiga (casería): 9 habitantes.
- Villazaín (casería): 13 habitantes.